# Una noche en el carnaval
Una noche en el carnaval o Noche de carnaval es una de las primeras pinturas presentada por Henri Rousseau en el Salón de los Independientes de 1886.

## Contexto
Esta es una de las primeras obras de Rousseau, aunque la pintó con 42 años. Henri Rousseau trabajó como funcionario de aduanas y solo comenzó a pintar a tiempo completo al jubilarse. Un año antes de Noche en el carnaval expuso sus copias de antiguos maestros, realizadas en el Louvre, en el Salón de Arte gratuito de los Campos Elíseos.

## Descripción
Esta tela naíf muestra dos personajes disfrazados, una mujer vestida de manera extravagante y un payaso blanco seguramente en medio de un paseo nocturno por un parque. La composición de la escena se centra sobre el paisaje de fondo y no sobre ambos protagonistas, efectivamente, éste ocupa gran parte del lienzo volviendo a ambos personajes prácticamente anecdóticos. La escena es claramente  melancólica a causa de su tema sombrío y la ausencia total de colores cálidos, lo que suscitará críticas contra Rousseau durante el Salón de los independientes de 1886 donde varios artistas se burlaron alegremente de la obra. Sin embargo, cuando llevaron a Camille Pissarro ante la obra creyendo que tendría la misma reacción, al contrario, Pissarro la elogió, haciendo que Rousseau pronto ganara popularidad.